# Grb Moldavije
Grb Moldavije  jedan je od glavnih državnih simbola Moldavije, zajedno s državnom zastavom i državnom himnom. Odobren je 3. studenog 1990. godine.
Grb Moldavije sastoji se od orla koji drži križ u kljunu, a u kandžama žezlo i grančicu. Orao na grudima nosi štit s glavom tura (izumrli europski bizon), tradicionalnim simbolom Moldavije. Iznad glave je osmerokraka zvijezda, desno heraldička ruža, a lijevo polumjesec. Grb se pojavljuje na sredini moldavske zastave.
Grb je veoma sličan rumunjskome, što se može objasniti velikom povezanošću zemalja.
- Pečat Petra I Mushata. 1387.
- Grb Aleksandra I. Dobrog (1400. – 1432.)
- Pečat Stjepana III Velikog. (1457. – 1504.)
- Grb Stjepana III Velikog. (1457. – 1504.)
- Grb Moldavije. 1481.
- Grb Moldavije. 1559.
- Grb Despota Vode (Ioan Iacob Heraclid). 1561.
- Grb Moldavije. 1586.
- Grb Arona Tiranina. 1592.
- Obiteljski grb Mihaja Hrabrog. Oko 1600.
- Grb Moldavije. 1641.
- Grb Moldavije. 1643.
- Grb Moldavije iz 17. stoljeća
- Grb iz "Stemmatografije" P. Vitezoviča. 1702.
- Grb Moldavije. 1716.
- Grb Moldavije. 1775.
- Grb Moldavije. 1806. - 1807.
- Grb Mihaila Sturdže. 1834.
- Mali grb. 1849.
- Veliki grb. Crtanje iz putovnice. 1855.
- Moldavski grb kao dio nacrta grba Ujedinjenih kneževina Vlaške i Moldavije. 1860.
- Grb Besarapske gubernije. 1878.
- Grb Moldavske Demokratske Republike. 1917.-1918.